# Clasificación para la Eurocopa de fútbol sala de 2014
La Clasificación para la Eurocopa de fútbol sala de 2014 consistió en una ronda preliminar, una ronda principal y una ronda de playoff para definir a los 12 equipos clasificados a la fase final a jugarse en Bélgica. En la ronda preliminar fue de seis grupos en una sede fija cada uno del 22 al 27 de enero de 2013, en donde los ganadores de cada grupo avanzaron a la siguiente ronda.
En la ronda principal los seis ganadores de grupo clasificaron para jugar con los 22 equipos mejor clasificados de UEFA en una ronda principal que se jugó del 27 al 30 de marzo en la que los 28 equipos participantes fueron divididos en siete grupos de cuatro y jugaron con el mismo formato de la ronda preliminar, en la que los siete ganadores de grupo logran la clasificación a la Eurocopa de fútbol sala de 2014 junto a Bélgica.
Los segundos lugares más el mejor tercer lugar se enfrentaron en cuatro enfrentamientos de eliminación directa para definir a los restantes cuatro equipos clasificados.

## Ronda Preliminar

### Grupo A
Se jugó en el Hall of Sports Charles Ehrman, Niza, Francia.
| País       | J | G | E | P | GF | GC | GD  | Pts |
| ---------- | - | - | - | - | -- | -- | --- | --- |
| Montenegro | 3 | 2 | 1 | 0 | 22 | 3  | +19 | 7   |
| Francia    | 3 | 2 | 1 | 0 | 19 | 3  | +16 | 7   |
| Gibraltar  | 3 | 1 | 0 | 2 | 11 | 21 | -10 | 3   |
| San Marino | 3 | 0 | 0 | 3 | 5  | 30 | -25 | 0   |

| 23-1-2013  |      |            |
| Montenegro | 10–2 | Gibraltar  |
| Francia    | 12–0 | San Marino |
| 24-1-2013  |      |            |
| San Marino | 0–11 | Montenegro |
| Francia    | 6–2  | Gibraltar  |
| 26-1-2013  |      |            |
| Gibraltar  | 7–5  | San Marino |
| Montenegro | 1–1  | Francia    |

### Grupo B
Se jugó en el Hibernians Pavillon, Paola, Malta.
| País     | J | G | E | P | GF | GC | GD  | Pts |
| -------- | - | - | - | - | -- | -- | --- | --- |
| Georgia  | 2 | 1 | 1 | 0 | 14 | 5  | +9  | 4   |
| Moldavia | 2 | 1 | 1 | 0 | 9  | 6  | +3  | 4   |
| Malta    | 2 | 0 | 0 | 2 | 1  | 13 | -12 | 0   |

| 23-1-2013 |     |          |
| Malta     | 0–9 | Georgia  |
| 24-1-2013 |     |          |
| Georgia   | 5–5 | Moldavia |
| 26-1-2013 |     |          |
| Moldavia  | 4–1 | Malta    |

### Grupo C
Se jugó en el S.Darius & S.Girenas Sport Center, Kaunas, Lituania.
| País       | J | G | E | P | GF | GC | GD | Pts |
| ---------- | - | - | - | - | -- | -- | -- | --- |
| Inglaterra | 2 | 2 | 0 | 0 | 6  | 4  | +2 | 6   |
| Lituania   | 2 | 1 | 0 | 1 | 4  | 4  | 0  | 3   |
| Chipre     | 2 | 0 | 0 | 2 | 1  | 3  | -2 | 0   |

| 25-1-2013  |     |            |
| Lituania   | 3–4 | Inglaterra |
| 26-1-2013  |     |            |
| Inglaterra | 2–1 | Chipre     |
| 27-1-2013  |     |            |
| Chipre     | 0–1 | Lituania   |

### Grupo D
Se jugó en el Skaptopara, Blagoevgrad, Bulgaria.
| País     | J | G | E | P | GF | GC | GD  | Pts |
| -------- | - | - | - | - | -- | -- | --- | --- |
| Grecia   | 3 | 3 | 0 | 0 | 14 | 2  | +12 | 9   |
| Armenia  | 3 | 1 | 1 | 1 | 4  | 7  | -3  | 4   |
| Bulgaria | 3 | 1 | 1 | 1 | 3  | 6  | -3  | 4   |
| Gales    | 3 | 0 | 0 | 3 | 4  | 10 | -6  | 0   |

| 23-1-2013 |     |          |
| Grecia    | 4–1 | Gales    |
| Bulgaria  | 0–0 | Armenia  |
| 24-1-2013 |     |          |
| Armenia   | 0–5 | Grecia   |
| Bulgaria  | 2–1 | Gales    |
| 26-1-2013 |     |          |
| Gales     | 2–4 | Armenia  |
| Grecia    | 5–1 | Bulgaria |

### Grupo E
Se jugó en el Centro Deportivo Serradells, Andorra la Vieja, Andorra.
| País    | J | G | E | P | GF | GC | GD | Pts |
| ------- | - | - | - | - | -- | -- | -- | --- |
| Suecia  | 3 | 3 | 0 | 0 | 10 | 4  | +6 | 9   |
| Israel  | 3 | 1 | 1 | 1 | 9  | 8  | +1 | 4   |
| Andorra | 3 | 1 | 1 | 1 | 8  | 9  | -1 | 4   |
| Estonia | 3 | 0 | 0 | 3 | 5  | 11 | -6 | 0   |

| 23-1-2013 |     |         |
| Israel    | 2–4 | Suecia  |
| Andorra   | 4–3 | Estonia |
| 24-1-2013 |     |         |
| Estonia   | 2–5 | Israel  |
| Andorra   | 2–4 | Suecia  |
| 26-1-2013 |     |         |
| Suecia    | 2–0 | Estonia |
| Israel    | 2–2 | Andorra |

### Grupo F
Se jugó en el Le Centre Sportif des Iles, Yverdon, Suiza.
| País      | J | G | E | P | GF | GC | GD  | Pts |
| --------- | - | - | - | - | -- | -- | --- | --- |
| Noruega   | 3 | 3 | 0 | 0 | 13 | 3  | +10 | 9   |
| Dinamarca | 3 | 2 | 0 | 1 | 8  | 7  | +1  | 6   |
| Suiza     | 3 | 1 | 0 | 2 | 10 | 10 | 0   | 3   |
| Albania   | 3 | 0 | 0 | 3 | 6  | 17 | -11 | 0   |

| 23-1-2013 |     |           |
| Albania   | 2–4 | Dinamarca |
| Suiza     | 0–5 | Noruega   |
| 24-1-2013 |     |           |
| Noruega   | 5–2 | Albania   |
| Suiza     | 2–3 | Dinamarca |
| 26-1-2013 |     |           |
| Dinamarca | 1–3 | Noruega   |
| Albania   | 2–8 | Suiza     |

### Clasificados a la siguiente ronda
- Grupo A →  Montenegro → Grupo 1
- Grupo B →  Georgia → Grupo 6
- Grupo C →  Inglaterra → Grupo 7
- Grupo D →  Grecia → Grupo 5
- Grupo E →  Suecia → Grupo 4
- Grupo F →  Noruega → Grupo 2

## Ronda Principal

### Grupo 1
Se jugó en Bari, Italia.
| País       | J | G | E | P | GF | GC | GD  | Pts |
| ---------- | - | - | - | - | -- | -- | --- | --- |
| Italia     | 3 | 3 | 0 | 0 | 20 | 2  | +18 | 9   |
| Hungría    | 3 | 2 | 0 | 1 | 10 | 14 | -4  | 6   |
| Finlandia  | 3 | 1 | 0 | 2 | 6  | 11 | -5  | 3   |
| Montenegro | 3 | 0 | 0 | 3 | 4  | 13 | -9  | 0   |

| 27-3-2013  |     |            |
| Hungría    | 4–3 | Montenegro |
| Italia     | 5–1 | Finlandia  |
| 28-3-2013  |     |            |
| Finlandia  | 2–5 | Hungría    |
| Italia     | 6–0 | Montenegro |
| 30-3-2013  |     |            |
| Montenegro | 1–3 | Finlandia  |
| Hungría    | 1–9 | Italia     |

### Grupo 2
Se jugó en el Interhala Pasienky, Bratislava, Eslovaquia.
| País                 | J | G | E | P | GF | GC | GD  | Pts |
| -------------------- | - | - | - | - | -- | -- | --- | --- |
| Azerbaiyán           | 3 | 3 | 0 | 0 | 11 | 3  | +8  | 9   |
| Bosnia y Herzegovina | 3 | 1 | 1 | 1 | 10 | 7  | +3  | 4   |
| Eslovaquia           | 3 | 1 | 1 | 1 | 9  | 9  | 0   | 4   |
| Noruega              | 3 | 0 | 0 | 3 | 3  | 14 | -11 | 0   |

| 27-3-2013            |     |                      |
| Eslovaquia           | 4–4 | Bosnia y Herzegovina |
| Azerbaiyán           | 6–0 | Noruega              |
| 28-3-2013            |     |                      |
| Eslovaquia           | 4–3 | Noruega              |
| Bosnia y Herzegovina | 2–3 | Azerbaiyán           |
| 30-3-2013            |     |                      |
| Noruega              | 0–4 | Bosnia y Herzegovina |
| Azerbaiyán           | 2–1 | Eslovaquia           |

### Grupo 3
Se jugó en el Zemgales Olympic Centre, Jelgava, Letonia.
| País       | J | G | E | P | GF | GC | GD  | Pts |
| ---------- | - | - | - | - | -- | -- | --- | --- |
| Rusia      | 3 | 3 | 0 | 0 | 13 | 2  | +11 | 9   |
| Rumania    | 3 | 1 | 1 | 1 | 8  | 5  | +3  | 4   |
| Kazajistán | 3 | 1 | 1 | 1 | 4  | 6  | -2  | 4   |
| Letonia    | 3 | 0 | 0 | 3 | 2  | 14 | -12 | 0   |

| 27-3-2013  |     |            |
| Rusia      | 5–1 | Kazajistán |
| Letonia    | 2–6 | Rumania    |
| 28-3-2013  |     |            |
| Rumania    | 1–2 | Rusia      |
| Letonia    | 0–2 | Kazajistán |
| 30-3-2013  |     |            |
| Kazajistán | 1–1 | Rumania    |
| Rusia      | 6–0 | Letonia    |

### Grupo 4
Se jugó en el Diego Calvo Valera Hall, Águilas, España.
| País                | J | G | E | P | GF | GC | GD  | Pts |
| ------------------- | - | - | - | - | -- | -- | --- | --- |
| España              | 3 | 3 | 0 | 0 | 28 | 1  | +27 | 9   |
| Croacia             | 3 | 2 | 0 | 1 | 10 | 12 | -2  | 6   |
| Macedonia del Norte | 3 | 1 | 0 | 2 | 7  | 10 | -3  | 3   |
| Suecia              | 3 | 0 | 0 | 3 | 2  | 24 | -22 | 0   |

| 27-3-2013           |      |                     |
| España              | 5–1  | Macedonia del Norte |
| Croacia             | 7–0  | Suecia              |
| 28-3-2013           |      |                     |
| España              | 13–0 | Suecia              |
| Macedonia del Norte | 2–3  | Croacia             |
| 30-3-2013           |      |                     |
| Suecia              | 2–4  | Macedonia del Norte |
| Croacia             | 0–10 | España              |

### Grupo 5
Se jugó en el Medison Hall, Zrenjanin, Serbia.
| País     | J | G | E | P | GF | GC | GD | Pts |
| -------- | - | - | - | - | -- | -- | -- | --- |
| Portugal | 3 | 3 | 0 | 0 | 13 | 4  | +9 | 9   |
| Serbia   | 3 | 2 | 0 | 1 | 8  | 2  | +6 | 6   |
| Grecia   | 3 | 1 | 0 | 2 | 5  | 14 | -9 | 3   |
| Polonia  | 3 | 0 | 0 | 3 | 5  | 11 | -6 | 0   |

| 27-3-2013 |     |          |
| Serbia    | 2–0 | Polonia  |
| Portugal  | 6–1 | Grecia   |
| 28-3-2013 |     |          |
| Serbia    | 5–0 | Grecia   |
| Polonia   | 2–5 | Portugal |
| 30-3-2013 |     |          |
| Grecia    | 4–3 | Polonia  |
| Portugal  | 2–1 | Serbia   |

### Grupo 6
Se jugó en el Topsportcentrum, Rotterdam, Países Bajos.
| País            | J | G | E | P | GF | GC | GD | Pts |
| --------------- | - | - | - | - | -- | -- | -- | --- |
| República Checa | 3 | 3 | 0 | 0 | 13 | 5  | +8 | 9   |
| Países Bajos    | 3 | 2 | 0 | 1 | 10 | 9  | +1 | 6   |
| Georgia         | 3 | 1 | 0 | 2 | 9  | 15 | -6 | 3   |
| Bielorrusia     | 3 | 0 | 0 | 3 | 8  | 11 | -3 | 0   |

| 27-3-2013       |     |                 |
| República Checa | 4–1 | Georgia         |
| Países Bajos    | 2–1 | Bielorrusia     |
| 28-3-2013       |     |                 |
| Bielorrusia     | 3–4 | República Checa |
| Países Bajos    | 7–3 | Georgia         |
| 30-3-2013       |     |                 |
| Georgia         | 5–4 | Bielorrusia     |
| República Checa | 5–1 | Países Bajos    |

### Grupo 7
Se jugó en el Erzurum Buz Arena Sports Hall, Erzurum, Turquía.
| País       | J | G | E | P | GF | GC | GD  | Pts |
| ---------- | - | - | - | - | -- | -- | --- | --- |
| Eslovenia  | 3 | 3 | 0 | 0 | 18 | 8  | +10 | 9   |
| Ucrania    | 3 | 2 | 0 | 1 | 14 | 10 | +4  | 6   |
| Turquía    | 3 | 1 | 0 | 2 | 9  | 12 | -3  | 3   |
| Inglaterra | 3 | 0 | 0 | 3 | 5  | 16 | -11 | 0   |

| 27-3-2013  |     |            |
| Turquía    | 3–5 | Eslovenia  |
| Ucrania    | 7–0 | Inglaterra |
| 28-3-2013  |     |            |
| Turquía    | 4–3 | Inglaterra |
| Eslovenia  | 8–3 | Ucrania    |
| 30-3-2013  |     |            |
| Inglaterra | 2–5 | Eslovenia  |
| Ucrania    | 4–2 | Turquía    |

### Ranking del mejor tercer lugar
| Grp | País                | J | G | E | P | GF | GC | GD | Pts |
| --- | ------------------- | - | - | - | - | -- | -- | -- | --- |
| 2   | Eslovaquia          | 3 | 1 | 1 | 1 | 9  | 9  | 0  | 4   |
| 3   | Kazajistán          | 3 | 1 | 1 | 1 | 4  | 6  | –2 | 4   |
| 7   | Turquía             | 3 | 1 | 0 | 2 | 9  | 12 | –3 | 3   |
| 4   | Macedonia del Norte | 3 | 1 | 0 | 2 | 7  | 10 | –3 | 3   |
| 1   | Finlandia           | 3 | 1 | 0 | 2 | 6  | 11 | –5 | 3   |
| 6   | Georgia             | 3 | 1 | 0 | 2 | 9  | 15 | –6 | 3   |
| 5   | Grecia              | 3 | 1 | 0 | 2 | 5  | 14 | –9 | 3   |

## Playoff
| Equipo 1             | Agr.     | Equipo 2     | Ida | Vuelta |
| -------------------- | -------- | ------------ | --- | ------ |
| Ucrania              | 6–6 (v.) | Hungría      | 2–1 | 4–5    |
| Rumania              | 9–3      | Serbia       | 2–1 | 7–2    |
| Bosnia y Herzegovina | 4–4 (v.) | Países Bajos | 3–2 | 1–2    |
| Eslovaquia           | 1–7      | Croacia      | 1–3 | 0–4    |

## Clasificados a la Eurocopa de fútbol sala
| - Azerbaiyán - Bélgica (anfitrión) - Croacia - República Checa | - Italia - Países Bajos - Portugal - Rumania | - Rusia - Eslovenia - España - Ucrania |